# Ramon Berenguer II. Barcelonský

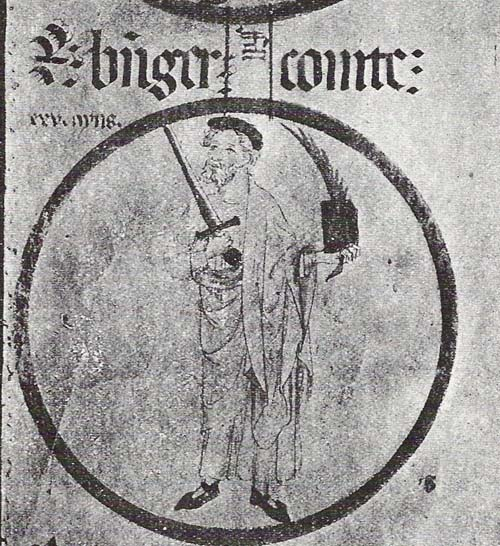
Ramon Berenguer II. (dobová iluminace z Genealogía de los Reyes de Aragón)

Ramon Berenguer II. Barcelonský zvaný Plavovlasý (katalánsky Ramon Berenguer II, španělsky  Ramón Berenguer II; 1053/1054? – 5. prosince 1082) byl hrabě z Barcelony, Girony, Osona, Carcassonne a Razès.
Byl synem hraběte Ramona Berenguera I. a Almodis de la Marche. Po otcově smrti roku 1076 se na základě jeho poslední vůle měl podílet na vládě společně se svým bratrem, dvojčetem Ramonem Berenguerem. Bratři se však nebyli schopni dohodnout a majetek si rozdělili mezi sebe. V prosinci 1082 byl Ramon Berenguer na lovu zavražděn a podezřelým se stal jeho bratr, kterému se začalo říkat Bratrovrah.
Ovdovělá Matylda, dcera Roberta Guiscarda se znovu provdala a syn Ramon Berenguer III. se po občanských nepokojích stal roku 1086 strýcovým spoluvládcem a po jeho rezignaci se ujal rozsáhlých hrabství.